# خيسوس فيرا
جيسوس فيرا (بالإسبانية: Jesús Vera)‏ (10 يناير 1989 الأرجنتين - ) هو لاعب كرة قدم أرجنتيني، يلعب كمهاجم.

## مسيرته

### مسيرته مع الأندية
- 2008 - 2013 لعب مع غودوي كروز 20 مباراة سجل خلالها هدفين.
- 2011 - 2012 لعب مع هواتشيباتو 22 مباراة سجل خلالها 6 أهداف.
- 2013 - 2014 لعب مع San Jorge de Tucumán [الإنجليزية]‏ 24 مباراة سجل خلالها 7 أهداف.

## روابط خارجية
- خيسوس فيرا على موقع قاعدة بيانات كرة القدم.إي يو (الإنجليزية)
- خيسوس فيرا على موقع Soccerway.com (الإنجليزية)